# Vasco Rossi
Vasco Rossi, també conegut com a Vasco o Il Blasco (Zocca, Emília-Romanya, 7 de febrer de 1952) és un cantautor italià. Aquest provoca(u)tore com li agrada autodefinir-se, i que els seus fans anomenen Il Komandante, ha publicat 33 àlbums d'ençà el començament de la seva carrera el 1977.

## Discografia
- 1978 - Ma cosa vuoi che sia una canzone
- 1979 - Non siamo mica gli americani
- 1980 - Colpa d'Alfredo
- 1981 - Siamo solo noi
- 1982 - Vado al massimo
- 1983 - Bollicine
- 1984 - Va bene, va bene così
- 1985 - Cosa succede in città
- 1987 - C'è chi dice no
- 1989 - Liberi liberi
- 1990 - Fronte del palco
- 1990 - Vasco live 10.7.90 San Siro
- 1993 - Gli spari sopra
- 1996 - Nessun pericolo... per te
- 1997 - Rock (album)|Rock
- 1998 - Canzoni per me
- 1999 - Rewind (Vasco Rossi)|Rewind
- 2001 - Stupido hotel
- 2002 - Tracks (Vasco Rossi)|Tracks
- 2004 - Buoni o cattivi
- 2005 - Buoni o cattivi live anthology 04.05
- 2008 - Il mondo che vorrei
- 2009 - Tracks 2 inediti e rarità
- 2010 - Vasco London Instant Live (04.05.2010 - Limited Edition)
- 2011 - Vivere o niente"
- 2012 - L'altra metà del cielo"
- 2013 - L'uomo più semplice
- 2014 - Sono innocente
- 2016 – Tutto in una notte - Live Kom 015
- 2016 – Vascononstop